# Brighton (Alabama)
Brighton ist eine Stadt im Jefferson County im Bundesstaat Alabama in den Vereinigten Staaten. Das U.S. Census Bureau hat bei der Volkszählung 2020 eine Einwohnerzahl von 2.337 ermittelt.

## Geographie
Brighton liegt im Zentrum Alabamas im Süden der Vereinigten Staaten. Es ist Teil der Metropolregion Birmingham–Hoover.
Nahegelegene Orte sind unter anderem Bessemer (unmittelbar südlich angrenzend), Midfield (unmittelbar nördlich angrenzend), Birmingham (unmittelbar östlich angrenzend), Hueytown (2 km westlich) und Pleasant Grove (2 km nördlich).

## Geschichte
Die Stadt wurde 1892 als Woodward Crossing gegründet und 1894 bei Eröffnung des Postamts in Anlehnung an die südenglische Stadt Brighton umbenannt. Um 1901 lebten etwa 100 Familien in Brighton. Das Wachstum der Stadt war stets eng mit der Woodward Iron Company verbunden, die in den 1920er Jahren zu den führenden Roheisenerzeugern der Nation gehörte; als diese in den 1970er Jahren den Betrieb einstellte, nahm auch die Bedeutung und Größe der Stadt stark ab.

## Verkehr
Entlang des westlichen Stadtrandes verlaufen auf gemeinsamer Trasse der Interstate 20, der auf einer Länge von 2470 Kilometern von Texas bis nach South Carolina führt, sowie der Interstate 59, der von Louisiana bis nach Georgia führt. Am östlichen Stadtrand verläuft die Alabama State Route 5, die etwa 12 Kilometer nordöstlich einen Anschluss an den Interstate 65 herstellt.
Etwa 12 Kilometer südlich befindet sich der Bessemer Airport, 19 Kilometer nordöstlich außerdem der Birmingham-Shuttlesworth International Airport.

## Demographie
Die Volkszählung 2000 ergab eine Einwohnerzahl von 3640, verteilt auf 1413 Haushalte und 921 Familien. Die Bevölkerungsdichte lag bei 1004 Menschen pro Quadratkilometer. 89,1 % der Bevölkerung waren Schwarze, 9 % Weiße, 0,4 % Indianer, 0,03 % Asiaten und 0,03 % Pazifische Insulaner. 0,9 % entstammten einer anderen Ethnizität, 0,6 % hatten zwei oder mehr Ethnizitäten, 1,7 % waren Hispanics oder Lateinamerikaner jedweder Ethnizität. Auf 100 Frauen kamen 87 Männer. Das Durchschnittsalter lag bei 38 Jahren, das Pro-Kopf-Einkommen betrug 11.002 US-Dollar, womit 27,2 % der Bevölkerung unterhalb der Armutsgrenze lebten.
Bis zur Volkszählung 2010 sank die Einwohnerzahl auf 2945, 2013 betrug sie geschätzt 2896.

## Persönlichkeiten
- Albert Hall (* 1937), Schauspieler
- Parnell Dickinson (* 1953), ehemaliger Footballspieler